# UDPヘルパーアドレス
UDPヘルパーアドレスとは、クライアントとサーバが異なるサブネットに属する場合にブロードキャストパケットを中継する際に設定する、ルータの特別な設定。主にエンタープライズ環境で各サブネットにサーバを設置するコストを節約する用途に用いられる。

## 使用例
ネットワークでは各ホストがユニークなIPアドレスを持っている。隣り合ったアドレスのグループは同一サブネットと呼ばれる。各クライアントにIPアドレスを割り振る方法にはDHCPがあり、通常はサブネット毎にDHCPサーバが設置される。
しかしながら、サブネットの異なるネットワークに対してもDHCPにてアドレスを割り振りたい場合も存在するが、大抵のルータはブロードキャストパケットをサブネットを跨いで中継しない。これはDHCPのような重要なネットワークサービスの運用にあたって問題となる。
この解決のため、UDPヘルパーアドレスをルータに設定し、PCからのブロードキャストパケットをDHCPサーバに転送する方法が用いられる。するとDHCPサーバは設定された範囲からIPアドレスを１つ選び、そのアドレスで応答する。この際にDHCPサーバはそのIPアドレスを記憶しておき、再びクライアントがブロードキャストで応答した際、IPアドレスのリースを実行する。
また、ヘルパーアドレスも異なるサブネットを跨いでUDPパケットが転送されるため、UDPヘルパーアドレスはサブネットの異なる２台のサーバマシン間で通信を行うために作成されることがある。

## 実装例
シスコ製品では、この機能はルーティングソフトウエア Version.10から実装された。 この機能を利用するためのコマンドは ip helper-address と ip forward-protocol になる。
Syntax Description:
```
ip helper-address [
vrf 
name
 | 
global
] 
address
 [
redundancy
 
vrg-name
]
no ip helper-address 
[vrf 
name
 | global]
 
address
 [
redundancy
 
vrg-name
] 
```

vrf name
```
(Optional) Enables VPN routing and forwarding (VRF) instance and VRF name. 
```

global
```
(Optional) Configures a global routing table. 
```

address
```
Destination broadcast or host address to be used when forwarding UDP broadcasts. There can be more than one helper address per interface. 
```

redundancy vrg-name
```
(Optional) Defines the VRG group name.
```

## 特記事項
UDPヘルパーアドレスの使用はWindowsのネットワーク設定に影響を及ぼすことがある。
Microsoft's knowledge base を参照のこと。
マイクロソフトによると、この問題はシスコルータのデフォルト設定がPort137,138を利用するために生じている。これらのポートはNetBIOSがネットワーク設定のために利用しているので、ブロードキャストにおいて混信を招く場合があるためである。